# André Torrent
Pour l’article ayant un titre homophone, voir André Thorent.
Pour les articles homonymes, voir Torrent.
André Torrent, né André Tollebeeck, le 27 juillet 1945 à Uccle (province de Brabant), est un animateur de radio belge.
Sa carrière se déroule sur RTL (France), RTL Télévision (Luxembourg), RTL-TVI (Belgique) et à la RTB/RTBF. Il a également été journaliste à Europe 1, animateur sur RMC, Antenne 2 et TF1.

## Biographie

### Jeunesse et formation
André Tollebeeck naît le 27 juillet 1945 à Uccle, une commune bruxelloise. 
Il est issu d'un père magistrat et d’une mère professeure de dessin, tous deux actionnaires de l’hôtel Pacific à La Panne, où il passe ses vacances d’enfant. Il étudie à l'Athénée Adolphe Max. À 17 ans, il a la chance de rencontrer Marcel Dehaye, rédacteur en chef du journal Tintin. Pour ce périodique de bande dessinée, il anime dès 1963, sous le nom de plume André Torrent, la rubrique Tintin teen-agers, illustrée par Hugo ou Ploeg dans laquelle il traite des vedettes de la chanson telles : Isabelle Aubret, Sheila ou encore France Gall. De 1964 à 1965, il anime également la rubrique Tintin cinéma. Il écrit une dernière chronique en 1967 consacrée à Richard Anthony.
Parallèlement, en 1963, il devient souffleur au Théâtre des Galeries accueilli par la comédienne Christiane Lenain. Il effectue son service militaire.

### Débuts
Le pseudonyme André Torrent est une francisation de son patronyme d'origine flamande d'André Tollebeeck.
Durant la saison 1967-1968, il anime sur RTL l'émission La Discothèque de papa. De 1968 à 1971, il anime sur Radio Monte-Carlo La Roulette discothèque, Les Nerfs à vif et Sandwich. Entre 1972 et 1976, il anime à la RTB l'émission de variétés Chansons à la carte. Il avait auparavant, en 1968-1969, animé à la RTB, le programme musical Promotion une émission d'Henri Segers où l'on présentait les nouveaux chanteurs belges.

### Sur RTL

#### Émissions qu'il a créées
À partir de 1972, il est de retour sur RTL pour animer le Hit-Parade (1972-1981/1996-2001), puis Studio 22, (à partir du 11 septembre 1982). Enfin, il y finit sa carrière en animant tous les samedis et dimanches matin l'émission Un Torrent de Musique, de 4 h 30 à 7 h puis aussi le 7 mai 1990 il remplace Jean-Pierre Imbach (décédé) et présente les petits matins au quotidien du lundi au vendredi pendant quelques mois. Il est le principal créateur de ces trois émissions,.

#### Autres apparitions
En août 1974, il est le premier à faire gagner la légendaire Valise RTL,,. Il aurait aussi officié dans Stop ou encore,.
À l'été 2015, il quitte la station RTL après 44 ans d'antenne. Une émission-hommage lui est consacrée le dimanche 28 juin 2015 ; il est rédacteur en chef du Journal inattendu de la station du samedi 4 juillet 2015 et présente une dernière fois Un Torrent de Musique le 5 juillet,.
Sa carrière d'animateur de radio semble aussi être passée par Bel-RTL[réf. souhaitée].

### Télévision
En 1975-1976, il présente avec Guy Lux et en alternance avec d'autres animateurs de radios périphériques (RTL - Europe 1 - RMC - Radio Andorre) Le Ring-Parade diffusé sur Antenne 2 le dimanche soir à 19 h 30, et Midi-Ring diffusé à l'heure de table[pas clair] à l'été 1976.
Entre 1975 à 1983, il anime sur RTL-Télé-Luxembourg le Hit-Parade et à partir des vacances de Pâques 1977, le samedi après-midi : le Super Juke-Box, Torrentiellement vôtre, Challenger ainsi qu'à partir de la rentrée 1982, il anime tous les lundis à 20 h 0 Les Lundis au Soleil.
Entre 1976 à 1991, il prend à RTL Luxembourg le relais de Camillo Felgen en tant que commentateur du Concours Eurovision de la chanson pour le Luxembourg, ainsi qu'une fois à la télévision en 1978 avec Jacques Navadic lorsque le concours fut diffusé depuis Paris.
Il revient à la RTBF pour la saison 1991-1992, afin d'animer le dimanche soir l'émission de jeu et variétés Tour de Chance.

### À la télévision
Durant l'été 1983, André Torrent anime sur TF1 à 12 h 30 Les Bars de l'Été.
À la fin des années 1970 et au début des années 1980, il anime sur RTL Télévision Martini World où, deux vendredis par mois en seconde partie de soirée, il reçoit les célébrités de l'époque autour d'un verre du célèbre apéritif au vermouth italien.
De 1982 à 1983, il anime Le Lundi au soleil.
En 2017, à la suite d'une apparition remarquée en tant qu'invité dans l'émission De quoi je me mêle sur RTL-TVI, il revient régulièrement en tant que chroniqueur.

### Vie privée
André Torrent épouse Régine Dufaure le 30 octobre 1974, avec comme témoin à son mariage, son ami le chanteur Claude François. Le couple a un garçon, Christopher.